# Dino do Nascimento
Leopoldino Fragoso "Dino" do Nascimento (Luanda, 5 de junho de 1963) é um general de exército, engenheiro, empresário e político angolano. É um dos principais empresários da África e um dos homens mais ricos de Angola.
Dino do Nascimento formou-se em engenharia de telecomunicações pela Universidade da Veliko Tarnovo, na República Popular da Bulgária, em 1988.
Foi Chefe do Serviço de Comunicação do Presidente da República de Angola sob a presidência de José Eduardo dos Santos e Presidente do Conselho de Administração do Grupo Cochan, um dos principais grupos económicos de Angola.
Desde 2009 Dino do Nascimento é sócio da Trafigura. É, também, sócio-fundador da Unitel Telecom, da Quinaxixe Real Estate, da Zahara Logistics, dos Supermercados Kero e da Biocom - Biocombustíveis. Sua larga experiência empresarial se consolidou quando actuou como Director da Puma Energy Holdings Pte Ltd.